# 武田ランダムハウスジャパン
株式会社武田ランダムハウスジャパン（たけだランダムハウスジャパン）は、かつて存在した日本の出版社。2003年創業、2012年倒産。

## 歴史
- 2003年、ランダムハウスと講談社が提携し、両者の合弁会社として株式会社ランダムハウス講談社として設立。日米で新しい作家を発掘し、日米の読者に紹介し共有することを目指した。
- 2006年、ランダムハウス講談社新人賞を創設。テーマ・ジャンルを問わず公募し、受賞作が日本と米国で刊行されるという特色のある新人賞だったが、2回で終了した。
- 2007年1月にはアル・ゴア元アメリカ合衆国副大統領のドキュメンタリー映画を出版化した『不都合な真実』は、日本において地球温暖化問題への関心を高める役割を担った。
- 2010年、ランダムハウスと講談社の提携が打ち切られた[2]。その際、ランダムハウスと講談社保有の株式を社長の武田雄二がMBOで引き受け、同年4月に社名を株式会社武田ランダムハウスジャパンに変更。
- 2012年12月12日付で、東京地方裁判所より破産手続開始の決定を受け、倒産した。負債総額は約9億2600万円とみられる[3][1]。

## 主な出版物
- 岡田克也『岡田語り。』
- アル・ゴア『不都合な真実』
- ウェイン・ルーニー『悪童自伝 物語は始まったばかり』
- ローラ・チャイルズ『お茶と探偵シリーズ』『卵料理のカフェシリーズ』
- クレオ・コイル『コクと深みの名推理シリーズ』
- フランセス・ファイフィールド『石が流す血』
- マット・ベイノン・リース『ベツレヘムの密告者』
- 趙英男『殴り殺される覚悟で書いた親日宣言』
- 梶井厚志『ヒーローでわかる日本経済』
- 奥山清行『ムーンショット デザイン幸福論』
- 石丸幸人『借金返済の裏ワザ 多重債務地獄から抜け出せる!』
- 千宗室『千玄室が語る茶の楽しみ』
- 横山剣『やる気のバイブル』
- つるの剛士『つるっつるの脳みそ 幸福な遺伝子』『つるのひと声 わくわくライフ☆ポジティブ大作戦』
- 松村邦洋『武将のボヤキ 松村邦洋のお笑い裏日本史』
- U字工事『レッツゴー!栃木 U字工事の熱血お国自慢』
- 少年少女『酒と泪と少年少女』
- ノッチ『ノッチの愛妻日記 僕の嫁は名プロデューサー』
- 小島てるみ『ヘルマフロディテの体温』
- 慎武宏『祖国と母国とフットボール』
- エリザベス・ギルバート『食べて、祈って、恋をして』

## 商品の瑕疵による回収
2011年6月に刊行されたウォルター・アイザックソン『アインシュタイン その生涯と宇宙』の下巻において、12、13、16章分の翻訳に多数の不自然な日本語が存在したため、書店および既に購入済みの読者から回収されることとなった。